# Universal (álbum de La Etnnia)
Universal es el octavo álbum de estudio del grupo colombiano de hip hop La Etnnia. Fue lanzado el 11 de enero de 2011 bajo el sello propio 5-27 Récords. El álbum contiene colaboraciones con Alerta Kamarda, Doctor Krápula, Li Saumet de Bomba Estéreo, entre otros. Entre los productores del álbum, además del miembro Ata, están Hazardis Soundz,, SPKilla (también conocido como SPK), Ski Beatz, el francés Juliano, entre otros.

## Listado de Canciones
| N.º   | Título                                                       | Escritor(es)                                                                                  | Productor(es)     | Duración |  |
| 1.    | «Mi Sangre»                                                  | Alejandro Pimienta, Eduardo Pimienta, Kany Pimienta                                           | Hazardis Soundz   | 3:31     |  |
| 2.    | «Skit 1»                                                     | Hermanos Pimienta                                                                             |                   | 0:31     |  |
| 3.    | «Mi País» (featuring Li Saumet)                              | Hnos. Pimienta, Liliana Saumet                                                                | SPKilla           | 3:10     |  |
| 4.    | «Quítate la Máscara» (featuring Big Mato)                    | Hnos. Pimienta                                                                                | SPKilla           | 3:25     |  |
| 5.    | «Vida y Muerte»                                              | Hnos. Pimienta                                                                                | La Etnnia         | 4:15     |  |
| 6.    | «De Costa A Costa» (featuring Doctor Krápula)                | Hnos. Pimienta, Mario Muñoz, David Jaramillo, Germán Martínez, Sergio Acosta, Nicolás Cabrera | Domingo           | 3:43     |  |
| 7.    | «My Life» (featuring Main Flow, Kontent y Solicit)           | Hnos. Pimienta, Jermaine Manley,                                                              | Juliano           | 5:34     |  |
| 8.    | «Latin Konecta [I´m No Joke Remix]» (featuring Chris Rivers) | Christopher Rios, jr., Hnos. Pimienta                                                         | Hazardis Soundz   | 3:49     |  |
| 9.    | «Boomerang»                                                  | Hnos. Pimienta                                                                                | SPKilla           | 3:15     |  |
| 10.   | «Skit 2»                                                     | Hnos. Pimienta                                                                                |                   | 0:25     |  |
| 11.   | «Un Brindis»                                                 | Hnos. Pimienta                                                                                | Domingo, Tony Roc | 3:46     |  |
| 12.   | «Un Brindis»                                                 | Hnos. Pimienta                                                                                | Domingo, Tony Roc | 3:46     |  |
| 13.   | «Un Brindis»                                                 | Hnos. Pimienta                                                                                | Domingo, Tony Roc | 3:46     |  |
| 14.   | «Un Brindis»                                                 | Hnos. Pimienta                                                                                | Domingo, Tony Roc | 3:46     |  |
| 15.   | «Un Brindis»                                                 | Hnos. Pimienta                                                                                | Domingo, Tony Roc | 3:46     |  |
| 16.   | «Un Brindis»                                                 | Hnos. Pimienta                                                                                | Domingo, Tony Roc | 3:46     |  |
| 17.   | «Universal»                                                  | Hnos. Pimienta                                                                                | SPKilla           | 3:15     |  |
| 51:06 |                                                              |                                                                                               |                   |          |  |

- Datos: Q30919215